# Club Atlético Vila Rica
Le Club Atlético Vila Rica est un club de football brésilien basé à Belém dans l'État du Pará.

## Historique
Le club est fondé le 27 juin 1987.

## Palmarès
- Championnat du Pará de deuxième division (3) :
  - 1995, 2001 et 2007